# والتر نيويل هيل
والتر نيويل هيل (بالإنجليزية: Walter Newell Hill)‏ هو ضابط أمريكي، ولد في 29 سبتمبر 1881 في هافر هيل في الولايات المتحدة، وتوفي في 29 يونيو 1955 في نيويورك في الولايات المتحدة.